# Morus mongolica
Morus mongolica är en mullbärsväxtart som först beskrevs av Bur., och fick sitt nu gällande namn av Camillo Karl Schneider. Morus mongolica ingår i släktet mullbär, och familjen mullbärsväxter.
Arten förekommer trots namnet inte i Mongoliet utan i centrala och östra Kina samt på Koreahalvön. Den hittas i bergstrakter.
Växten är utformad som ett mindre träd eller en buske. Den betraktades en längre tid som underart eller varietet av vitt mullbär (Morus alba) och godkändes senare som art. Det som kännetecknar arten är små knölar eller tänder på bladnerven. De mogna frukterna är ljus röda men det förekommer även beskrivningar av svarta frukter.
Morus mongolica är i utbredningsområdet inte sällsynt. Den listas av IUCN som livskraftig (LC).

## Underarter
Arten delas in i följande underarter:
- M. m. barkamensis
- M. m. diabolica
- M. m. longicaudata
- M. m. pubescens
- M. m. rotundifolia
- M. m. yunnanensis